# Astley Village
Pour les articles homonymes, voir Astley.
Astley Village est un village et une paroisse civile du Lancashire, en Angleterre.